# Nikolaj Morilov
Nikolaj Sergejevitsj Morilov (Russisch: Николай Сергеевич Морилов) (Perm, 11 augustus 1986) is een Russische langlaufer die gespecialiseerd is in de sprint.

## Carrière
Morilov maakte in december 2004 in de Zwitserse hoofdstad Bern zijn wereldbekerdebuut, 13 maanden later scoorde hij in Oberstdorf, Duitsland zijn eerste wereldbekerpunten. Op de wereldkampioenschappen langlaufen 2007 in het Japanse Sapporo eindigde de Rus als twintigste op de sprint, op de teamsprint sleepte hij samen met Vasili Rotsjev de zilveren medaille in de wacht. Tijdens de Tour de Ski 2007/2008 boekte Morilov in Praag zijn eerste wereldbekerzege. In Liberec, Tsjechië nam de Rus deel aan de wereldkampioenschappen langlaufen 2009, op dit toernooi veroverde hij de bronzen medaille op de sprint. Enkele weken na de WK stond hij in het Finse Lahti voor het eerst op het podium tijdens een wereldbekerwedstrijd.

## Resultaten

### Wereldkampioenschappen
| Jaar | Plaats  | Resultaten                                              |
| ---- | ------- | ------------------------------------------------------- |
| 2007 | Sapporo | 20e Sprint (klassieke stijl) · Teamsprint (vrije stijl) |
| 2009 | Liberec | Sprint (vrije stijl)                                    |

### Wereldbeker

#### Eindklasseringen
| Seizoen   | Plaats | Punten |
| --------- | ------ | ------ |
| 2005/2006 | 112e   | 26     |
| 2006/2007 | 52e    | 102    |
| 2007/2008 | 42e    | 173    |
| 2008/2009 | 31e    | 260    |

#### Wereldbekerzeges
| Datum            | Plaats | Onderdeel                |
| ---------------- | ------ | ------------------------ |
| 30 december 2007 | Praag  | Sprint (vrije stijl) TdS |

*TdS = Etappezege in de Tour de Ski.